# Tyndaris

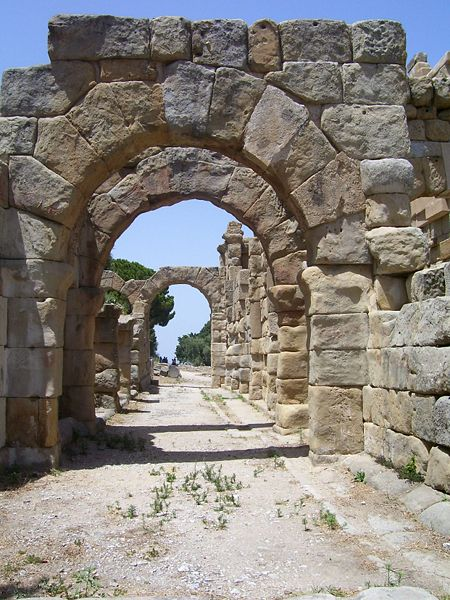
Ruiny dawnego miasta Tyndaris

Tyndaris (łac. Tyndaritanus, wł. Tindari) – stolica historycznej diecezji w Italii erygowanej w VI wieku, a skasowanej około roku 836. 
Współczesne miasto Patti w prowincji Mesyna we Włoszech. Obecnie katolickie biskupstwo tytularne ustanowione w 1968 przez papieża Pawła VI.

## Biskupi tytularni
| Lp. | Biskup                       | Funkcja                                       | Od               | Do              |
| --- | ---------------------------- | --------------------------------------------- | ---------------- | --------------- |
| 1   | Raymond Philip Etteldorf     | nuncjusz apostolski, urzędnik Kurii Rzymskiej | 21 grudnia 1968  | 15 marca 1986   |
| 2   | Paolo Giglio                 | nuncjusz apostolski                           | 4 kwietnia 1986  | 7 marca 2016    |
| 3   | Luiz Antônio Lopes Ricci     | biskup pomocniczy Niterói (Brazylia)          | 10 maja 2017     | 6 maja 2020     |
| 4   | Dorival Souza Barreto Júnior | biskup pomocniczy São Salvador (Brazylia)     | 4 listopada 2020 | 18 czerwca 2025 |